# 第120师团 (日本陆军)
第120师团（だいひゃくにじゅうしだん）是大日本帝國陸軍师团之一。

## 沿革
1944年（昭和19年）7月，因第12師團从满洲移师臺灣，以驻扎在東寧的第12师团残留部队为基础编成第120师团。同年12月末整编完成后编入第3軍。负责满洲東部的警備和治安維持任务。
1945年（昭和20年）3月，从满洲移师朝鲜半岛南部，并配属至第17方面軍隷下，總部设置在慶山，负责釜山、大邱地区的防卫任务。同年8月9日，随着苏联对日参战（八月風暴行動），师团主力移动至京城，步兵第261联队移动至平壤，未参加战斗就迎来终战。

## 师团概要

### 歴代师团長
- 柳川真一 中将：1944年11月27日 -

### 最終司令部構成
- 参謀長：中西满洲次郎中佐
  - 参謀：渋谷三千雄少佐

### 最終所属部隊
- 步兵第259联队（丸亀）：本 繁久大佐
- 步兵第260联队（徳島）：橋本孝一大佐
- 步兵第261联队（高知）：大西角一大佐
- 第120师团火炮隊：三原光雄少佐
- 第120师团工兵隊：
- 第120师团通信隊：
- 第120师团輜重隊：